# Kunstmuseum Walter

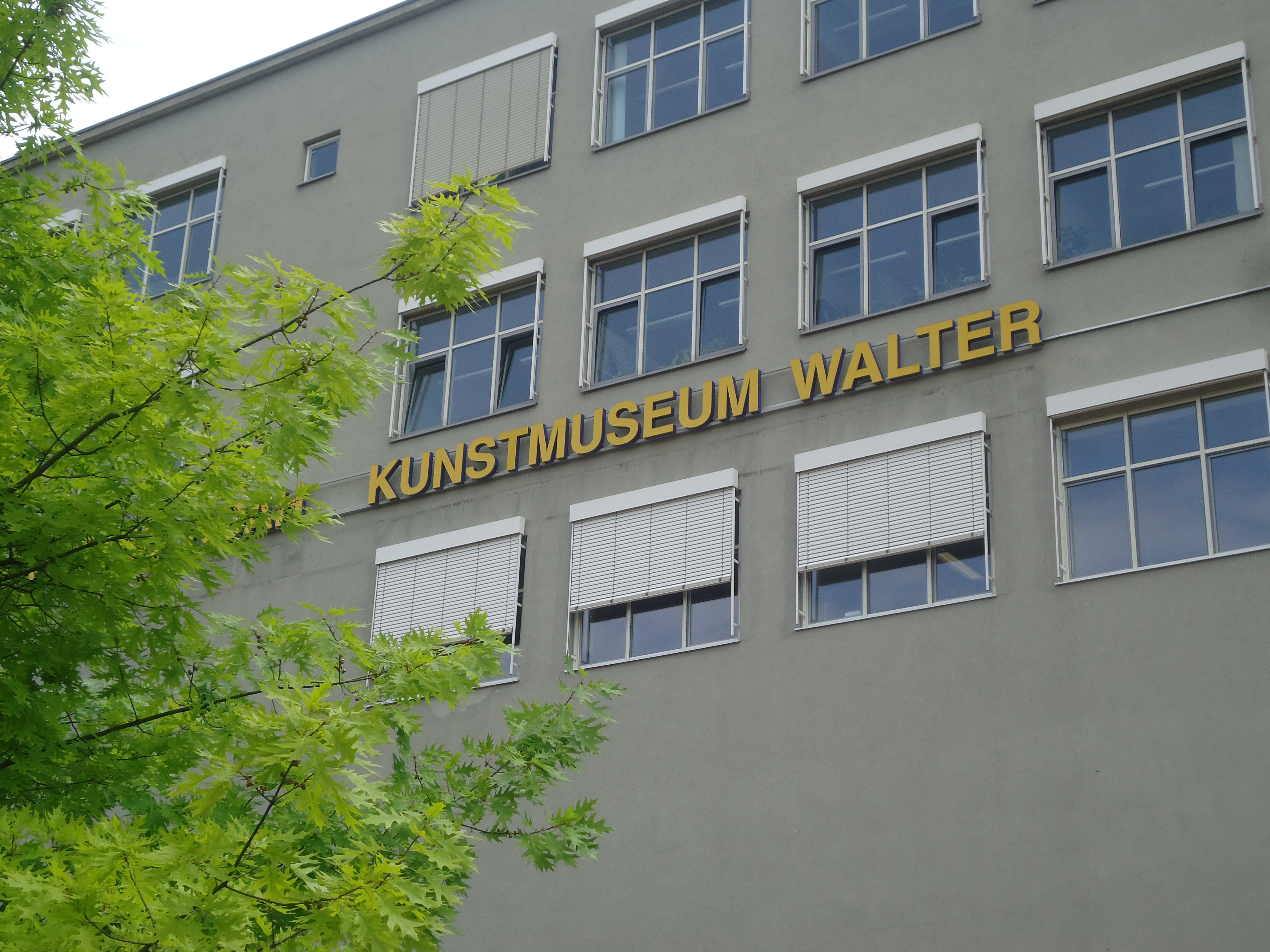
Kunstmuseum Walter

Het Kunstmuseum Walter is een private kunstverzameling van Prof. Ignaz Walter die in 2002 zijn onderkomen vond in een museum in de Beierse stad Augsburg in Duitsland.

## Situering
De verzameling bevindt zich in het Glaspalast Augsburg en bevat de collectie van Prof. Ignaz Walter, een van de grootste Duitse privé kunstverzamelaars. Op 5500 m² zijn er meer dan duizend werken van hedendaagse kunstenaars te zien, waaronder Gerhard Richter, Sigmar Polke, Jörg Immendorff, Max Ernst, Markus Lüpertz, A.R. Penck, Arnulf Rainer, Otto Geiss en Georg Baselitz).
De verzameling bevat talrijke oude meesters van de Leipziger Schule met (Bernhard Heisig, Werner Tübke, Wolfgang Mattheuer).
Een van de hoogtepunten van de collectie bestaat uit glaskunst van Egidio Costantini, wiens werken ontstonden in samenwerking met kunstenaars als Picasso, Chagall, Miró en Georges Braque.